# Travagnolo
Il Travagnolo è un torrente della provincia di Brescia.

## Descrizione
È un affluente del torrente Grigna e vi sfocia in comune di Bienno. È lungo 11 km ed ha una bassa portata, circa 0,300 m³/s alla confluenza con il Grigna.
La fauna ittica presente comprende trota fario e scazzone, rara la trota marmorata.